# Îles Auckland
Pour les articles homonymes, voir Auckland (homonymie).
Les îles Auckland (en anglais Auckland Islands, en māori Motu Maha soit « abondance d'îles » ou « îles d'abondance ») forment un archipel néo-zélandais inhabité, situé à environ 458 kilomètres au sud de Bluff, sur l'île du Sud.

## Géographie

### Topographie
Baigné par la mer de Tasman et par l'océan Pacifique Sud, cet archipel est constitué de dix îles dont deux en mer de Tasman : l'île Auckland, la plus grande et l'île Disappointment, à proximité de laquelle se trouvent deux îlots, les Sugar Loaf Rocks, et huit dans l'océan Pacifique Sud : l'île Adams, la plus méridionale, l'île Enderby, l'île Ewing, l'Île Rose, l'île Océan, l'île Yule, l'île Dundas et l'île Green.
L'île Auckland mesure environ 50 kilomètres de longueur pour une superficie de 510 km2. Très montagneuse, les principaux sommets sont le Cavern Peak (650 mètres), le mont Raynal (635 mètres), le mont D'Urville (630 mètres), le mont Easton (610 mètres) et la tour de Babel (550 mètres). C'est sur l'île Adams que se situe le point culminant de l'archipel, le mont Dick (659 mètres).

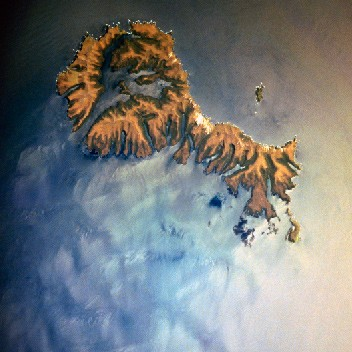
Image satellite des îles Auckland.
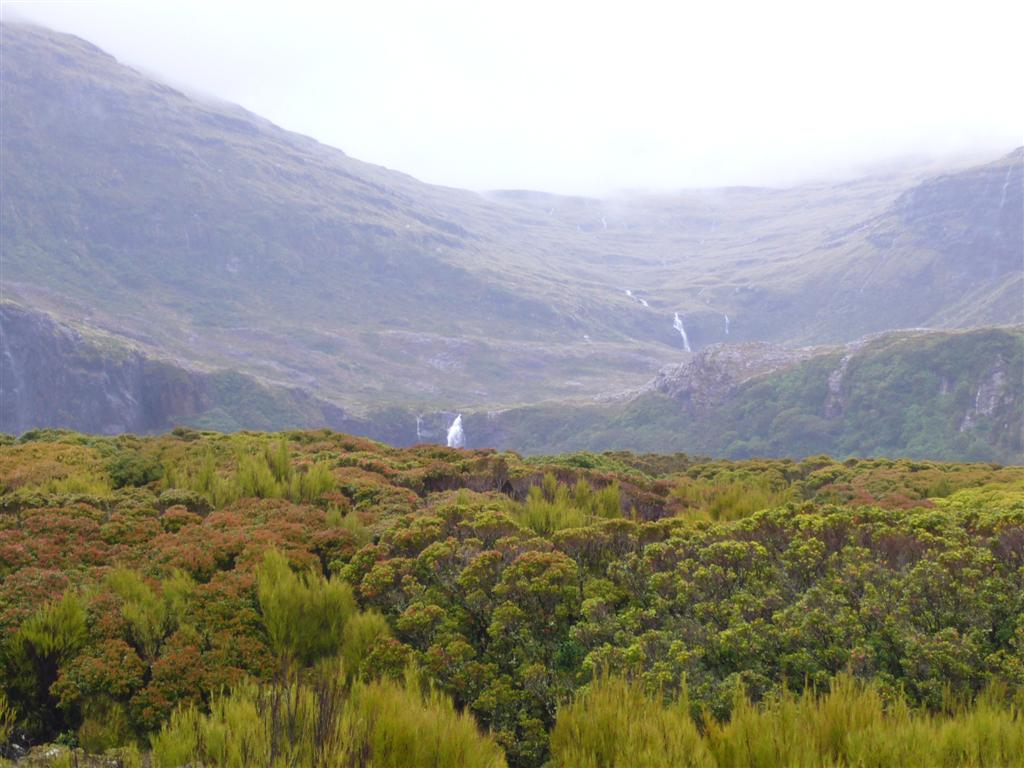
Vue de la côte occidentale des îles Auckand.
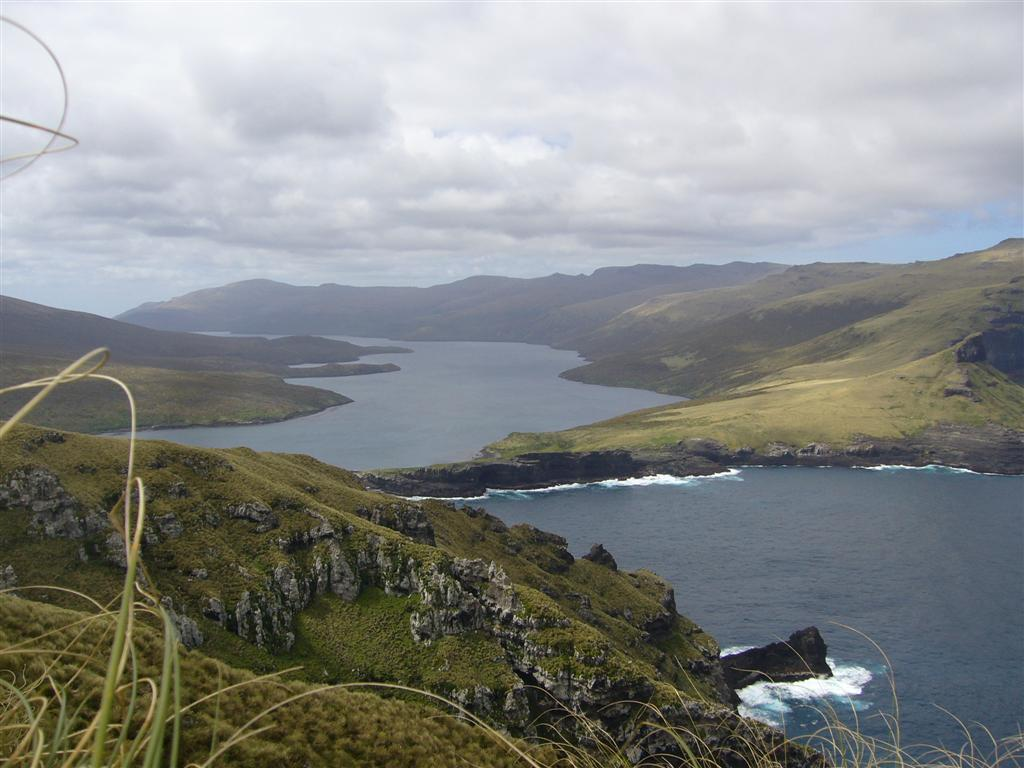
Les paysages du naufrage du Grafton : Carnley Harbour et l'île Adams en 2007.
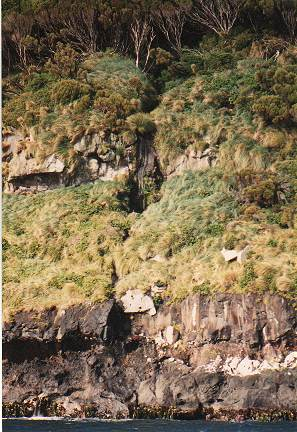
Littoral méridional de l'île Adams.

### Faune et flore

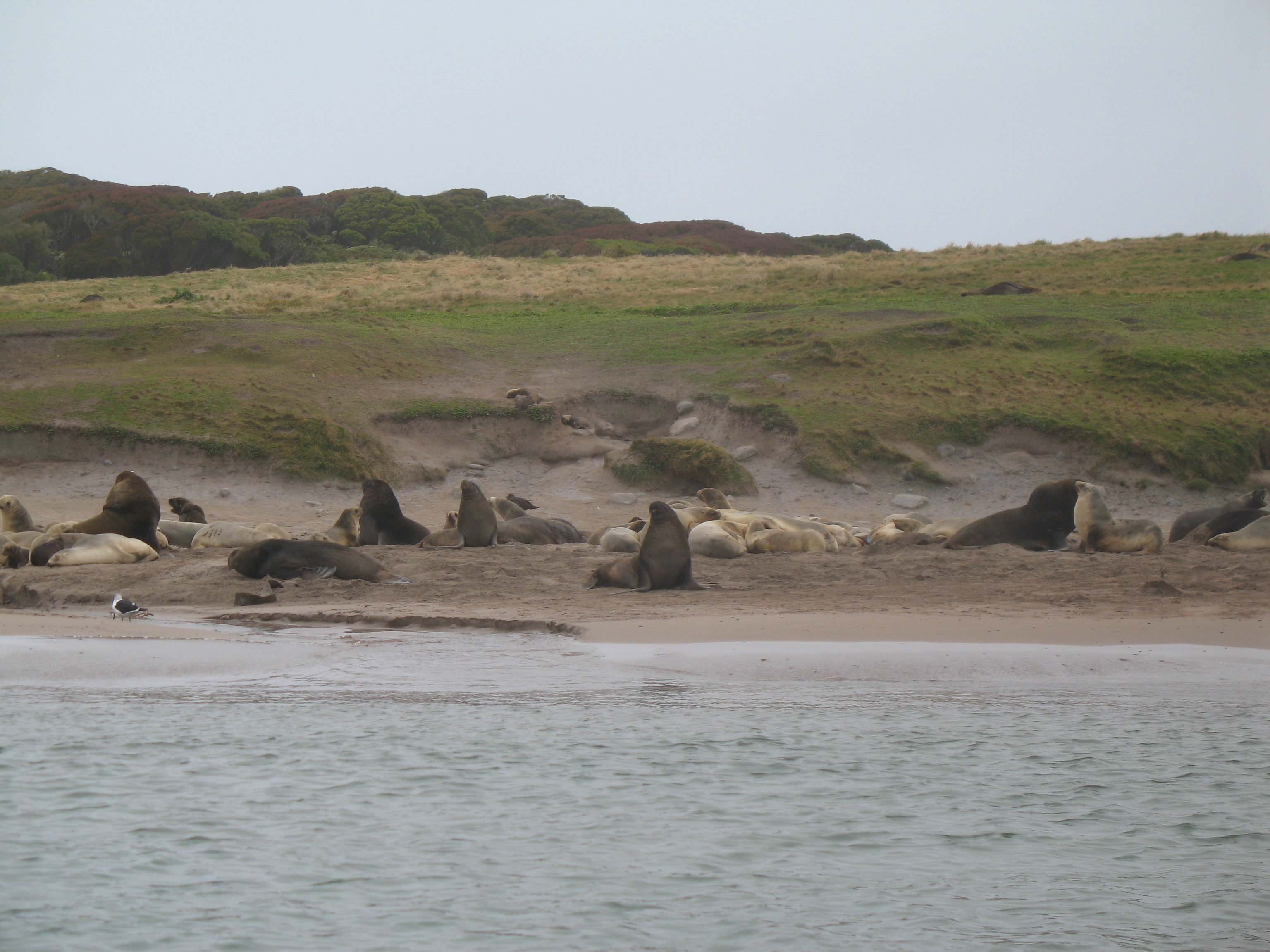
Lions de mer sur l'île Enderby.

La flore et la faune des îles Auckland sont parfois donnés en exemple de ce qu'a pu être l'Antarctique avant l'englacement commencé il y a 15 Ma,,. Les îles, dont les abords sont très poissonneux, comptent aujourd'hui une forte population de lions de mer de Nouvelle-Zélande.

### Climat
Le climat des îles Auckland est de type (Cfc) c'est-à-dire un climat subpolaire océanique. Les températures sont fraîches toute l'année et le vent y souffle très fort.

## Histoire

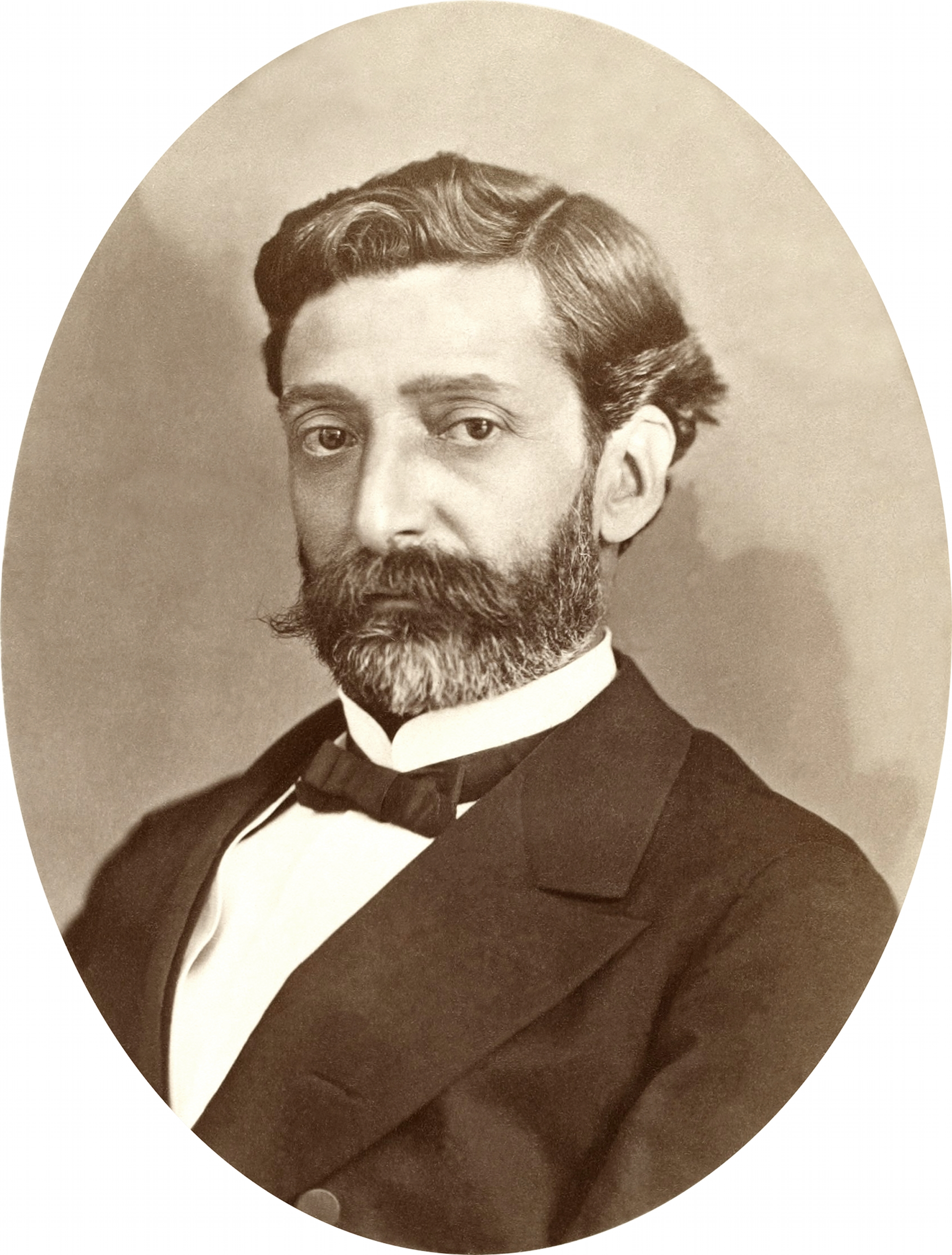
François Édouard Raynal, naufragé sur les îles Auckland.

Il existe des preuves que des Polynésiens y ont abordé : des restes de campements datant du XIIIe siècle ont été retrouvés au nord sur l'île Enderby.
Abraham Bristow, un chasseur de baleines, les redécouvre en 1806 et les nomme Lord Auckland's le 18 août 1806, en l'honneur du père de son ami, William Eden, 1er baron Auckland. Les Britanniques en prennent possession l'année suivante. Les explorateurs Jules Dumont d'Urville et James Clark Ross y accostent respectivement en 1839 et en 1840.
Durant le XIXe siècle, des bases temporaires de baleiniers et de pêcheurs s'y installent. En 1846, Charles Enderby propose de créer une communauté, la colonie d'Enderby basée sur l'agriculture et la chasse à la baleine. Installée à Port Ross en 1840, la communauté périclite deux ans plus tard.
Port Carnley a été le lieu de naufrage du Grafton. Dans Les naufragés ou Vingt mois sur un récif des Îles Auckland, François Édouard Raynal (français) relate comment lui et ses quatre compagnons (le capitaine Thomas Musgrave (anglais), Alexandre dit Alick Mac-Larren (norvégien), George Harris (anglais) et Henri dit Harry Forgès (portugais)), partis à la recherche d'une mine d'étain aurifère sur l'île Campbell voisine, au cours d’une tempête, perdent leur navire qui s'est fait drosser sur les îles Auckland et apprennent à y survivre pendant une vingtaine de mois, de janvier 1864 à 1865.
L'archipel est incorporé au territoire néo-zélandais en 1863.
Sa situation géographique le rend propice aux mouillages pour raison technique des navigateurs du Vendée Globe, course autour du monde en solitaire, sans escale et sans assistance mais dont le règlement autorise à mouiller pour procéder à des réparations, sans pouvoir accoster au-delà de la limite de l'estran. En 2008, le skipper de Safran Marc Guillemot relâche à Sandy Bay, sur l'île Enderby pour réparer son mât, puis en 2012, Bernard Stamm y répare les hydrogénérateurs de Cheminées Poujoulat.

#### Bases de données et dictionnaires
- Ressource relative à l'architecture :   - Liste du patrimoine mondial
- Ressource relative à la géographie :   - New Zealand Gazetteer
- Notices dans des dictionnaires ou encyclopédies généralistes :   - Brockhaus
  - Den Store Danske Encyklopædi
  - Store norske leksikon
- Notices d'autorité :   - VIAF
  - GND
  - Tchéquie